# Anton Glazunov
Anton Olegovič Glazunov (in russo Антон Олегович Глазунов?; Kujbyšev, 25 agosto 1986) è un cestista russo.

## Palmarès
- Coppa di Russia: 2

Samara: 2019-2020
Uralmaš Ekaterinburg: 2024-2025
- FIBA EuroCup Challenge: 1

VVS Samara: 2006-2007